# Стар Трек V: Последната граница
„Стар Трек V: Последната граница“ (на английски: Star Trek V: The Final Frontier), е предпоследния филм Star Trek с приключенията на кап. Кърк и неговия екипаж и корабът Enterprise. Този път се запознаваме и с техния нов кораб Enterprise-A, с който сагата на Кърк, Спок, Боунс, Скоти, Чеков, Ухура и Сулу е напът да приключи. Филмът излиза на 9 юни 1989 г., а режисьор този път е Уилям Шатнър, но филмът бива остро критикуван като пълен провал. Печели три „награди“ Рейзи:за най-лош актьор /Уилям Шатнър/, най-лоша режисура /Уилям Шатнър/, за най-лош филм /Харви Бенет/ и номиниран за: най-лош филм на десетилетието /Харви Бенет/, най-лош сценарий /Дейвид Лоугъри, Уилям Шатнър, Харви Бенет/ и за най-лоша поддържаща роля /ДеФорест Кели/.

## Сюжет
След лошото изпробване на новопокръстения Enterprise-A, кап. Кърк и екипажът му го прибират в космодока за поправка. Но спешна мислия прекъсва техния престой на Земята и се налага те да поемат на път. Един вулканец, Сайбок, изменник на Вулкан и неговите традиции, взима няколко посланика от различни цивилизации като заложници на планетата Нимбус 3-събитие, което привлича вниманието на клингонски капитан, който иска да се прочуе. Оказва се и че Сайбок в полубрат на Спок. Той и неговата сбирщина от поддръжници, залавя Enterprise и го използва да достигне до центъра на глактиката в търсене на най-висшето същество.

## Филми от поредицата за „Стар Трек“
Поредицата „Стар Трек“ включва 14 филма:
- „Стар Трек: Филмът“ (1979)
- „Стар Трек II: Гневът на Хан“ (1982)
- „Стар Трек III: В търсене на Спок“ (1984)
- „Стар Трек IV: Пътуване към вкъщи“ (1986)
- „Стар Трек V: Последната граница“ (1989)
- „Стар Трек VI: Неоткритата страна“ (1991)
- „Стар Трек: Космически поколения“ (1994)
- „Стар Трек VIII: Първи контакт“ (1996)
- „Стар Трек: Бунтът“ (1998)
- „Стар Трек: Възмездието“ (2002)
- „Стар Трек“ (2009)
- „Пропадане в мрака“ (2013)
- „Стар Трек: Отвъд“ (2016)
- „Стар Трек: Секция 31“ (2025)